# Euphaea splendens
Euphaea splendens là loài chuồn chuồn trong họ Euphaeidae (Epallagidae). Loài này được Hagen in Selys mô tả khoa học đầu tiên năm 1853.